# Baldones pagasts
Baldones pagasts er en territorial enhed i Baldones novads i Letland. Pagasten etableredes i 1923, havde 3.327 indbyggere i 2010 og omfatter et areal på 173,90 kvadratkilometer. Hovedbyen i pagasten er Baldone.